# Бутрик Віктор Іванович
Ві́ктор Іва́нович Бу́трик (9 жовтня 1981 — 4 серпня 2014) — солдат 95-ї окремої Житомирської аеромобільної бригади, учасник російсько-української війни.

## Життєпис
Народився 1981 року в селі Охотівка (Коростенський район, Житомирська область). Закінчив середню школу села Бондарівка Коростенського району. Пройшов строкову військову службу в лавах Збройних Сил України.
У березні 2014 року призваний за частковою мобілізацією. Солдат, номер обслуги, 95-та окрема аеромобільна бригада. З квітня 2014-го перебував у зоні боїв.
Загинув 4 серпня 2014 року в районі с. Степанівка Шахтарського району Донецької області під час обстрілу бойовиками установками БМ-21 «Град».
8 серпня 2014-го похований в селі Охотівка.
Без Віктора лишилися мама, брат та чотири сестри.

## Нагороди і вшанування
- 14 листопада 2014 року за особисту мужність і героїзм, виявлені у захисті державного суверенітету та територіальної цілісності України, вірність військовій присязі під час російсько-української війни, відзначений — нагороджений орденом «За мужність III ступеня» (посмертно)
- На фасаді Бондарівської школи, яку він закінчив, встановили Меморіальну дошку його пам'яті
- його портрет розміщено на меморіалі «Стіна пам'яті полеглих за Україну» у Києві: секція 2, ряд 4, місце 23.